# Chartúm
Chartúm, arabsky: الخرطوم (al-Chartúm), je hlavní město Súdánu a správní středisko spolkového státu Chartúm. Vlastní město má 1,9 milionu obyvatel a spolu s druhým největším městem Omdurmanem, ležícím na protilehlém břehu Nilu, vytváří aglomeraci čítající 7,3 milionu obyvatel (2005).

## Poloha a přírodní podmínky
Chartúm leží v údolí řeky Nilu v místě, kde do Bílého Nilu ústí jeden z jeho posledních přítoků, Modrý Nil. Město leží v tropickém pásu ve výšce 382 m n. m., na jihovýchodním okraji Sahary. Vládne zde suché kontinentální podnebí. Roční úhrn srážek činí pouze 156 mm, přitom 89 % všech srážek spadne v období od července do září. Místní spotřebu vody představuje z 45 % koryto Nilu, zbytek připadá na podzemní zdroje vody. Průměrná měsíční teplota činí v lednu 22,7 °C a 31,6 °C v červenci. Nejteplejší měsíce jsou ale květen a červen.
Průměrná roční teplota je zde 30 °C. Chartúm je tak jedním z nejteplejších (nejen hlavních) měst na světě. V květnu a červnu teploty běžně překračují 43 °C, v noci prakticky neklesají pod 30 °C.

## Charakter sídelní aglomerace

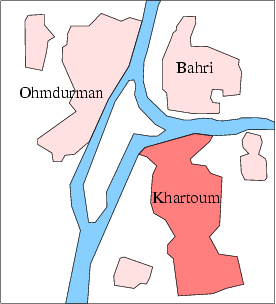
Orientační schéma trojice měst

Charakter sídelní aglomerace je dán přírodními podmínkami pouštní krajiny jíž protéká mohutná řeka Nil. Soutok Bílého a Modrého Nilu vytváří tři, respektive (díky rozlehlému ostrovu, který se v místě soutoku nachází) čtyři samostatná místa vhodná k vybudování lidského sídla. Nejstarší osídlení se nachází na úrodném a zeleném ostrově zvaném Tuti. Později vznikla na březích řek tři samostatná města Chartúm, Omdurman a Bahri (též Severní Chartúm) Historické centrum Omdurmanu a Bahri, stejně jako zástavba ostrova Tuti dodnes tvoří typické hliněné domy z nepálených cihel, vytvářejících labyrintickou strukturu, která však byla v druhé polovině 20. století díky rozvoji automobilismu pozměněna regulací ulic. Samotný Chartúm byl na sklonku 19. století zcela nově vybudován v koloniálním stylu. Charakteristické jsou pro něj široké bulváry tvořící čtvercovou síť, doplněnou diagonálními ulicemi. Ve 20. století došlo postupně k vybudování trojice mostů, které usnadnily spojení samostatných městských celků do jedné mohutné sídelní aglomerace. Rozsáhlá zástavba budovaná ve druhé polovině 20. století má zpravidla jednoduchou strukturu pravidelných ulic budovaných ve zhruba čtvercovém rastru.

## Historie

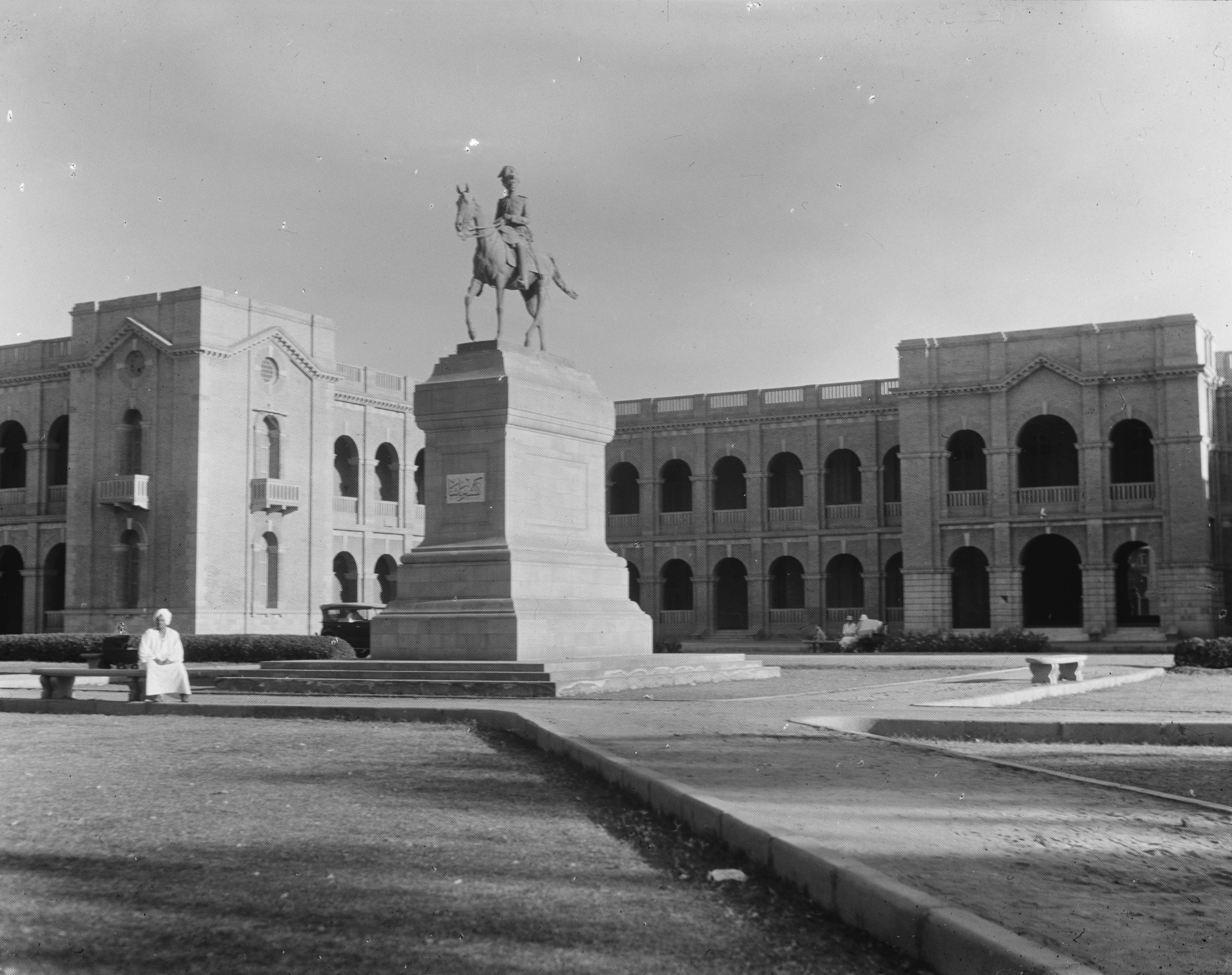
Vládní palác a pomník lorda Kitchenera, britského místodržícího a zakladatele koloniálního Chartúmu

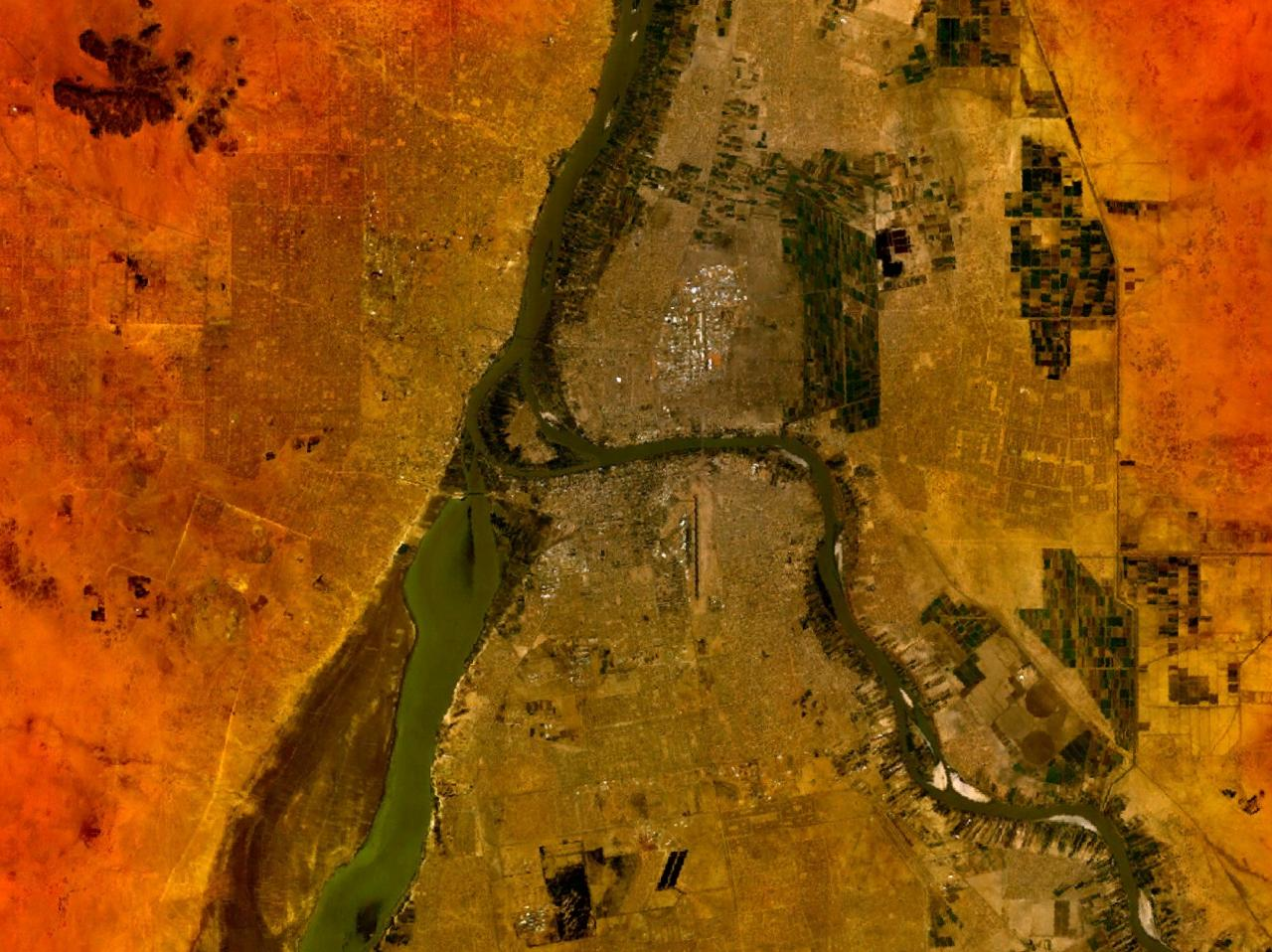
Satelitní obrázek měst Chartúm, Omdurman a Bahri

Chartúm je poměrně mladé město. Bylo založeno v roce 1821 Egypťany jako vojenský tábor. Brzy ovšem získal na významu a o třináct let později se stal hlavním městem Súdánu. Kvetl zde i obchod s otroky. Ve druhé polovině 19. století sehrál Chartúm důležitou roli v boji Súdánských povstalců proti
Britům a Egypťanům. V roce 1885 bylo město dobyto a zničeno povstaleckými vojsky, které vedl Muhammad Ahmad ibn Abd Allah al-Mahdí. V roce 1898 byla tato povstalecká vojska poražena Brity, kteří zemi ovládli a učinili z ní svou kolonii. Město bylo po roce 1898 zcela nově vybudováno podle jednotného, architektonicky pozoruhodně komponovaného urbanistického plánu v koloniálním stylu, který částečně respektoval místní architekturu a částečně vycházel z evropské architektury 19. století. Město budované podle tohoto plánu mělo charakter správního centra s univerzitou, ministerstvy, palácem místodržitele atp. Tuto funkci plnil Chartům i po roce 1956, kdy se při vyhlášení samostatné Súdánské republiky stal hlavním městem nezávislého Súdánu.

## Etnické složení obyvatel

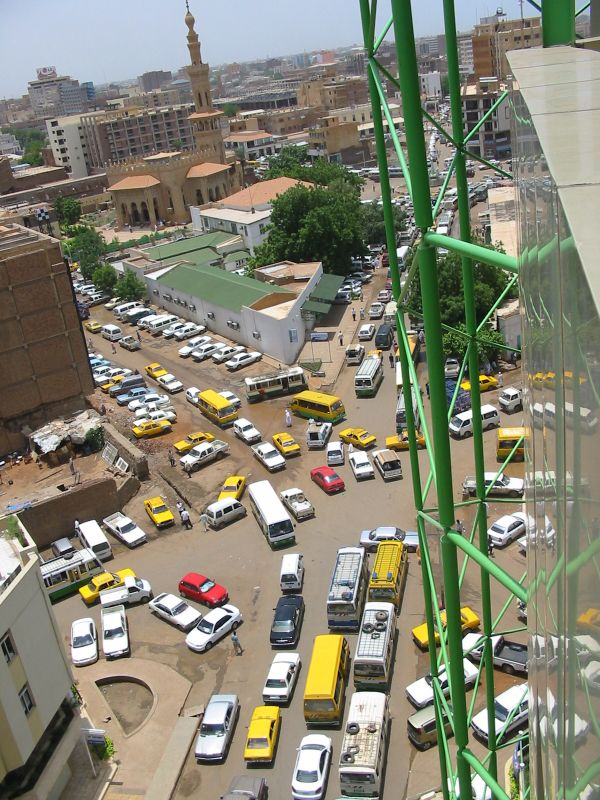
Dopravní špička v městě Chartúm

V Chartúmu se arabský sever Afriky setkává s černou Afrikou. Žijí tu vedle sebe Arabové a súdánští černoši. Ve městě dnes převažují dvě náboženské skupiny, a to muslimové a křesťané. Arabizace a islamizace začala už po získání samostatnosti v roce 1956. Muslimové jsou v současnosti podporováni súdánskou vládou.

## Hospodářství
Průmysl: potravinářský, kožedělný, textilní, kovozpracující, farmaceutický, sklářský, elektrotechnický, polygrafický.

## Památky
Katolická a anglikánská katedrála, místodržitelský palác, mešita, Mahdího mauzoleum.

## Partnerská města
- Addis Abeba, Etiopie
- Ankara, Turecko
- Brasília, Brazílie
- Džíbútí, Džibutsko
- Istanbul, Turecko
- Káhira, Egypt
- Wu-chan, Čína